# Philippa Pearce
Pour les personnes ayant le même patronyme, voir Pearce.
Œuvres principales
- Tom et le jardin de minuit (1958)

Philippa Pearce (22 janvier 1920 – 21 décembre 2006) est une femme de lettres britannique, qui a signé plusieurs œuvres de littérature d'enfance et de jeunesse fantastiques et de fantasy.

## Biographie
Elle est née en 1920 dans un village du Cambridgeshire. Son père est minotier. Elle fait des études de littérature et d'histoire. Elle travaille dans la fonction publique jusqu'à la fin de la Seconde Guerre mondiale, puis se met à écrire comme scénariste et adaptatrice pour la BBC (elle y est aussi productrice) pendant 13 ans,. Elle travaille ensuite pour le département jeunesse de l'Oxford University Press puis d'André Deutsch.
Alors qu'elle est à la BBC, atteinte de tuberculose et contrainte à un longue période de soins et de rétablissement,, elle commence à publier des livres pour enfants, comme Minnow on the Say en 1954,. La toile de fond de ses fictions est souvent la campagne et le village où elle est née,. Elle a indiqué ultérieurement que le fait d'écrire des scénarios pour la radio avait été la plus belle des formations, et elle conseillait aux nouveaux écrivains de «lire à haute voix dans leur tête».
Elle reçoit la médaille Carnegie en 1958 pour son deuxième livre, Tom et le Jardin de minuit, qui est aussi un succès et qui devient un classique de la littérature de jeunesse de langue anglaise. Il donne lieu à une pièce de théâtre et à plusieurs réalisations télévisuelles. Elle se marie en 1962, mais son mari meurt en 1964. Elle publie plus de trente livres.
Réinstallée dans un cottage familial, elle meurt le 22 décembre 2006.

## Œuvres
- Minnow on the Say, 1955.
- Tom et le jardin de minuit ( Tom's Midnight Garden, 1958), Nathan, 1969 ; Gallimard folio junior.
- Un Chien tout petit (A Dog So Small, 1962), Nathan, 1977.
- avec Brian Fairfax-Lucy, Les enfants de Charlecote (The Children of the House, 1968), Gallimard jeunesse, 1993.
- La Forêt des verts lutins (The Squirrel Wife, 1971), Gallimard, 1983.
- The Shadow Cage and other tales of the supernatural, 1977.
- Croquette et Amandine (The Battle of Bubble and Squeak, 1978), Nathan, 1981.
- The Way To Sattin Shore, 1983.
- d'après Mme Leprince de Beaumont, La Belle et la Bête, Gründ, 1997.
- The Little Gentleman, 2004.

## Prix et distinctions
- 1958 : Médaille Carnegie pour Tom et le jardin de minuit
- 1960 : (international) « Honor List »[3], de l' IBBY, pour Tom et le jardin de minuit
- 1974 : (international) « Honor List »[3], de l' IBBY, pour What the Neighbours did

## Adaptations en bande dessinée
- Le Jardin de minuit, adaptation du roman jeunesse Tom et le jardin de minuit par Édith, Soleil Productions, coll. « Noctambule », 2015. Pépite 2015, catégorie BD/Manga[4], au Salon du livre et de la presse jeunesse - Sélection Jeunesse du festival d'Angoulême 2016 - Prix Bédélys jeunesse 2015.